# Aaron Burr Senior

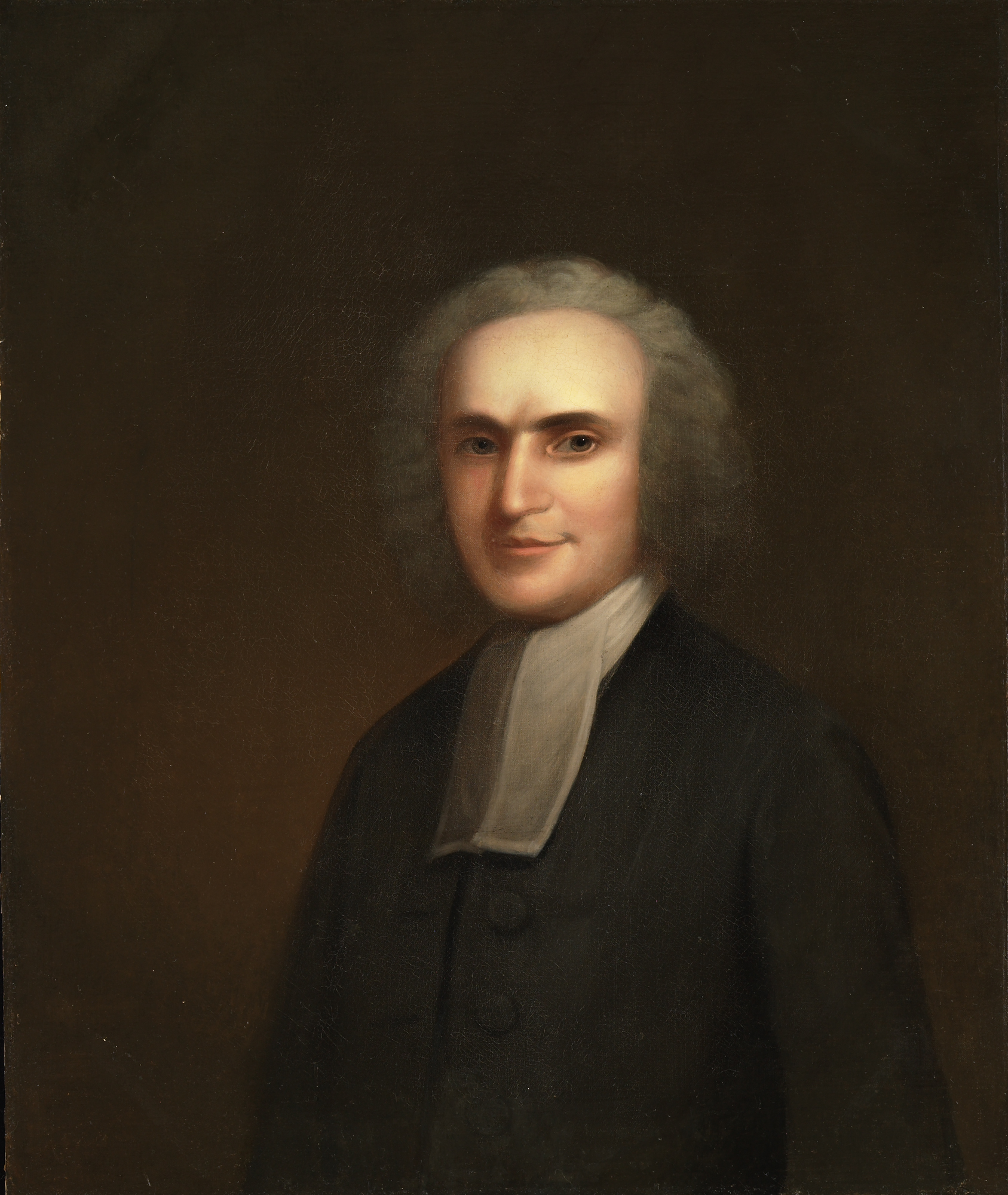
Aaron Burr Senior

Aaron Burr Sr. (Fairfield, 4 gennaio 1716 – Princeton, 24 settembre 1757) è stato un educatore statunitense.

## Biografia
Aaron Burr Sr. nasce nel 1716, da Daniel Burr (1660–1727) ed Elizabeth Burr (1675–1722), completa la propria istruzione laureandosi a Yale col massimo dei voti nel 1735. Dopo aver studiato teologia viene chiamato nel New Jersey per insegnare presso una scuola gestita dalla Chiesa Presbiteriana. I movimenti religiosi dell'epoca, connessi al Grande Risveglio, lo inducono a fondare, insieme all'amico Jonathan Dickinson, un college che verrà poi conosciuto col nome di Princeton. All'inizio solo due persone aiutano Burr nelle lezioni che si tengono nella canonica, prima, e nella sede del palazzo di giustizia dopo. Alla fondazione di Princeton viene nominato preside Jonathan Dickinson, ma questi muore un mese dopo e il posto passa a Burr nel 1747. Qualche anno dopo Burr si sposa con una donna di parecchi anni più giovane di lui, ma né il matrimonio né i figli lo tengono lontano dall'insegnamento, lavoro che continua a fare con abnegazione e senza ricevere una paga. Solo l'espandersi del college lo allontana da esso spingendolo a viaggiare in cerca di fondi che possano mantenere in piedi la struttura, è al termine di uno di questi viaggi che si ammala e muore a soli 41 anni nel 1757. 
Burr è sepolto nel cimitero di Princeton.